# Vaalalompolo
Vaalalompolo eller Lompolo är en sjö i Finland. Den ligger i kommunen Sodankylä i landskapet Lappland, i den norra delen av landet, 800 km norr om huvudstaden Helsingfors. Vaalalompolo ligger 201,2 meter över havet. Arean är 50,9 hektar och strandlinjen är 4,68 kilometer lång. Sjön  ingår i Kemi älvs huvudavrinningsområde.   Den ligger vid sjön Vaalajärvi.